# Velocitat unidireccional de la llum
Quan s'utilitza el terme "la velocitat de la llum", de vegades cal fer la distinció entre la seva velocitat unidireccional i la seva velocitat bidireccional. La velocitat "unidireccional" de la llum, des d'una font fins a un detector, no es pot mesurar independentment d'una convenció sobre com sincronitzar els rellotges a la font i al detector. El que sí que es pot mesurar experimentalment és la velocitat d'anada i tornada (o velocitat de la llum "bidireccional") des de la font fins a un mirall (o un altre mètode de reflexió) i de tornada al detector. Albert Einstein va triar una convenció de sincronització (vegeu sincronització d'Einstein) que feia que la velocitat unidireccional fos igual a la velocitat bidireccional. La constància de la velocitat unidireccional en qualsevol sistema inercial donat és la base de la seva teoria especial de la relativitat, tot i que totes les prediccions experimentalment verificables d'aquesta teoria no depenen d'aquesta convenció.
S'han proposat experiments que intenten sondar directament la velocitat unidireccional de la llum independentment de la sincronització, però cap ha aconseguit fer-ho. Aquests experiments estableixen directament que la sincronització amb un transport de rellotge lent és equivalent a la sincronització d'Einstein, que és una característica important de la relativitat especial. Tanmateix, aquests experiments no poden establir directament la isotropia de la velocitat unidireccional de la llum, ja que s'ha demostrat que el transport lent del rellotge, les lleis del moviment i la manera com es defineixen els marcs de referència inercials ja impliquen la suposició de velocitats unidireccionals isotròpiques i, per tant, són igualment convencionals. En general, es va demostrar que aquests experiments són consistents amb una velocitat de llum unidireccional anisotròpica sempre que la velocitat de llum bidireccional sigui isotròpica.
La "velocitat de la llum" en aquest article fa referència a la velocitat de tota la radiació electromagnètica en el buit.

### La velocitat bidireccional

Trajectòria de llum d'anada i tornada en un interferòmetre de Michelson.

La velocitat bidireccional de la llum és la velocitat mitjana de la llum des d'un punt, com ara una font, fins a un mirall i tornada. Com que la llum comença i acaba al mateix lloc, només es necessita un rellotge per mesurar el temps total; per tant, aquesta velocitat es pot determinar experimentalment independentment de qualsevol esquema de sincronització de rellotge. Qualsevol mesura en què la llum segueixi un camí tancat es considera una mesura de velocitat bidireccional.
Moltes proves de relativitat especial, com ara l'experiment de Michelson-Morley i l'experiment de Kennedy-Thorndike, han demostrat, dins d'uns límits estrictes, que en un sistema de referència inercial, la velocitat bidireccional de la llum és isòtropa i independent del camí tancat considerat. Els experiments d'isotropia del tipus Michelson-Morley no utilitzen un rellotge extern per mesurar directament la velocitat de la llum, sinó que comparen dues freqüències o rellotges interns. Per tant, aquests experiments de vegades s'anomenen "experiments d'anisotropia de rellotge", ja que cada braç d'un interferòmetre de Michelson es pot veure com un rellotge de llum que té una freqüència específica, les dependències d'orientació relativa del qual es poden provar.
Des del 1983, el metre es defineix com la distància recorreguda per la llum en el buit.1⁄299,792,458 segons. Això significa que la velocitat de la llum ja no es pot mesurar experimentalment en unitats del SI, però la longitud d'un metre es pot comparar experimentalment amb algun altre estàndard de longitud.

## La velocitat unidireccional

Trajectòria lumínica unidireccional en l'aberració de la llum

Tot i que es pot mesurar la velocitat mitjana en un camí de doble sentit, la velocitat unidireccional en una direcció o l'altra no està definida (i no és simplement desconeguda), tret que es pugui definir què és "el mateix temps" en dos llocs diferents. Per mesurar el temps que la llum ha trigat a viatjar d'un lloc a un altre cal conèixer els temps d'inici i de finalització mesurats en la mateixa escala de temps. Això requereix dos rellotges sincronitzats, un a l'inici i un a l'arribada, o algun mitjà per enviar un senyal instantàniament des de l'inici fins a la meta. No es coneix cap mitjà instantani de transmissió d'informació. Per tant, el valor mesurat de la velocitat mitjana unidireccional depèn del mètode utilitzat per sincronitzar els rellotges d'inici i finalització. Això és una qüestió de convenció. La transformació de Lorentz es defineix de manera que la velocitat unidireccional de la llum es mesurarà com a independent del sistema de referència inercial escollit.
Alguns autors com Mansouri i Sexl (1977), així com Will (1992) van argumentar que aquest problema no afecta les mesures de la isotropia de la velocitat unidireccional de la llum, per exemple, a causa dels canvis dependents de la direcció en relació amb un marc de referència "preferit" (èter) Σ. Van basar la seva anàlisi en una interpretació específica de la teoria de la prova RMS en relació amb experiments en què la llum segueix un camí unidireccional i amb experiments de transport de rellotge lent. Will va estar d'acord que és impossible mesurar la velocitat unidireccional entre dos rellotges utilitzant un mètode de temps de vol sense un esquema de sincronització, tot i que va argumentar: "...una prova de la isotropia de la velocitat entre els mateixos dos rellotges a mesura que l'orientació de la trajectòria de propagació varia en relació amb Σ no hauria de dependre de com es van sincronitzar...". Va afegir que les teories de l'èter només es poden fer coherents amb la relativitat introduint hipòtesis ad hoc. En articles més recents (2005, 2006), Will es va referir a aquests experiments com a mesura de la "isotropia de la velocitat de la llum mitjançant la propagació unidireccional".
Tanmateix, altres com Zhang (1995, 1997) i Anderson et al. (1998) van demostrar que aquesta interpretació era incorrecta. Per exemple, Anderson et al. van assenyalar que la convencionalitat de la simultaneïtat ja s'ha de considerar en el marc de referència preferit, de manera que totes les suposicions relatives a la isotropia de la velocitat unidireccional de la llum i altres velocitats en aquest marc de referència també són convencionals. Per tant, RMS continua sent una teoria de proves útil per analitzar proves d'invariància de Lorentz i la velocitat de la llum en dos sentits, tot i que no de la velocitat de la llum en un sol sentit. Van concloure: "...no es pot esperar ni tan sols provar la isotropia de la velocitat de la llum sense, en el transcurs del mateix experiment, derivar un valor numèric unidireccional almenys en principi, cosa que aleshores contradiria la convencionalitat de la sincronia." Utilitzant generalitzacions de les transformacions de Lorentz amb velocitats unidireccionals anisotròpiques, Zhang i Anderson van assenyalar que tots els esdeveniments i resultats experimentals compatibles amb la transformació de Lorentz i la velocitat unidireccional isotròpica de la llum també han de ser compatibles amb les transformacions que preserven la constància i la isotropia de la velocitat de la llum bidireccional, alhora que permeten velocitats unidireccionals anisotròpiques.

## Convencions de sincronització
La manera com es sincronitzen els rellotges distants pot tenir un efecte en totes les mesures de distància relacionades amb el temps, com ara les mesures de velocitat o acceleració. En els experiments d'isotropia, les convencions de simultaneïtat sovint no s'indiquen explícitament, però sí que són implícitament presents en la manera com es defineixen les coordenades o en les lleis de la física emprades.

### Convenció d'Einstein
Aquest mètode sincronitza rellotges distants de manera que la velocitat unidireccional de la llum esdevé igual a la velocitat bidireccional de la llum. Si un senyal enviat des de A en el moment {\displaystyle t_{1}} arriba a B a l'hora {\displaystyle t_{2}} i tornant a A en aquell moment {\displaystyle t_{3}}, aleshores s'aplica la convenció següent:
{\displaystyle t_{2}=t_{1}+{\tfrac {1}{2}}\left(t_{3}-t_{1}\right)}
Els detalls d'aquest mètode i les condicions que asseguren la seva consistència es discuteixen a Sincronització d'Einstein.

### Transport de rellotge lent
Es demostra fàcilment que si dos rellotges s'acosten i es sincronitzen, i després un rellotge s'allunya ràpidament i es torna a moure enrere, els dos rellotges deixaran d'estar sincronitzats. Aquest efecte és degut a la dilatació del temps. Això es va mesurar en diverses proves i està relacionat amb la paradoxa dels bessons.
Tanmateix, si un rellotge s'allunya lentament en el fotograma S i es retorna, els dos rellotges estaran gairebé sincronitzats quan tornin a estar junts. Els rellotges poden romandre sincronitzats amb una precisió arbitrària movent-los prou lentament. Si es considera que, si es mou lentament, els rellotges romanen sincronitzats en tot moment, fins i tot quan estan separats, aquest mètode es pot utilitzar per sincronitzar dos rellotges espacialment separats. En el límit, ja que la velocitat de transport tendeix a zero, aquest mètode és experimentalment i teòricament equivalent a la convenció d'Einstein. Tot i que l'efecte de la dilatació del temps en aquests rellotges ja no es pot negligir quan s'analitza en un altre marc de referència relativament mòbil S'. Això explica per què els rellotges romanen sincronitzats en S, mentre que ja no ho estan des del punt de vista de S', establint la relativitat de la simultaneïtat d'acord amb la sincronització d'Einstein. Per tant, provar l'equivalència entre aquests esquemes de sincronització de rellotge és important per a la relativitat especial, i alguns experiments en què la llum segueix un camí unidireccional han demostrat aquesta equivalència amb alta precisió.
Malauradament, si la velocitat unidireccional de la llum és anisotròpica, el factor de dilatació del temps correcte esdevé {\displaystyle {\mathcal {T}}={\frac {1}{\gamma (1-\kappa v/c)}}}, amb el paràmetre d'anisotropia κ entre -1 i +1. Això introdueix un nou terme lineal, {\displaystyle \lim _{\beta \to 0}{\mathcal {T}}=1+\kappa \beta +O(\beta ^{2})} (aquí {\displaystyle \beta =v/c} ), cosa que significa que la dilatació del temps ja no es pot ignorar a velocitats petites, i el transport lent del rellotge no podrà detectar aquesta anisotropia. Per tant, és equivalent a la sincronització d'Einstein.

### Sincronitzacions no estàndard
Com van demostrar Hans Reichenbach i Adolf Grünbaum, la sincronització d'Einstein és només un cas especial d'un esquema de sincronització més ampli, que deixa invariant la velocitat bidireccional de la llum, però permet diferents velocitats unidireccionals. La fórmula per a la sincronització d'Einstein es modifica substituint12 amb ε:
{\displaystyle t_{2}=t_{1}+\varepsilon \left(t_{3}-t_{1}\right).}
ε pot tenir valors entre 0 i 1. Es va demostrar que aquest esquema es pot utilitzar per a reformulacions observacionalment equivalents de la transformació de Lorentz, vegeu Generalitzacions de transformacions de Lorentz amb velocitats unidireccionals anisotròpiques.
Tal com exigeix l'equivalència demostrada experimentalment entre la sincronització d'Einstein i la sincronització lenta de transport de rellotge, que requereix coneixement de la dilatació del temps dels rellotges en moviment, les mateixes sincronitzacions no estàndard també han d'afectar la dilatació del temps. De fet, es va assenyalar que la dilatació del temps dels rellotges en moviment depèn de la convenció per a les velocitats unidireccionals utilitzada en la seva fórmula. És a dir, la dilatació del temps es pot mesurar sincronitzant dos rellotges estacionaris A i B, i després es comparen amb aquestes les lectures d'un rellotge en moviment C. Canviar la convenció de sincronització per a A i B fa que el valor de la dilatació del temps (com la velocitat unidireccional de la llum) depengui de la direcció. La mateixa convencionalitat s'aplica també a la influència de la dilatació del temps sobre l'efecte Doppler. Només quan la dilatació del temps es mesura en camins tancats, no és convencional i es pot mesurar inequívocament com la velocitat bidireccional de la llum. La dilatació del temps en trajectòries tancades es va mesurar a l'experiment de Hafele-Keating i en experiments sobre la dilatació del temps de partícules en moviment com ara Bailey et al. (1977). Així, l'anomenada paradoxa dels bessons es produeix en totes les transformacions que preserven la constància de la velocitat bidireccional de la llum.

## Sistemes inercials i dinàmica
Es va argumentar en contra de la convencionalitat de la velocitat unidireccional de la llum que aquest concepte està estretament relacionat amb la dinàmica, les lleis del moviment i els sistemes de referència inercials. Salmon va descriure algunes variacions d'aquest argument utilitzant la conservació de la quantitat de moviment, de la qual es dedueix que dos cossos iguals al mateix lloc que tenen la mateixa acceleració en direccions oposades, s'han de moure amb la mateixa velocitat unidireccional. De la mateixa manera, Ohanian va argumentar que els sistemes de referència inercials es defineixen de manera que les lleis del moviment de Newton es compleixen en primera aproximació. Per tant, atès que les lleis del moviment prediuen velocitats isotròpiques unidireccionals dels cossos en moviment amb la mateixa acceleració, i a causa dels experiments que demostren l'equivalència entre la sincronització d'Einstein i la sincronització lenta del transport del rellotge, sembla que es requereix i es mesura directament que la velocitat unidireccional de la llum sigui isotròpica en sistemes de referència inercials. Altrament, tant el concepte de sistemes de referència inercials com les lleis del moviment s'han de substituir per altres de molt més complexos que impliquin coordenades anisotròpiques.
Tanmateix, altres van demostrar que això no està principalment en contradicció amb la convencionalitat de la velocitat unidireccional de la llum.  Salmon va argumentar que la conservació de la quantitat de moviment en la seva forma estàndard assumeix des del principi una velocitat isotròpica unidireccional dels cossos en moviment. Així doncs, implica pràcticament la mateixa convenció que en el cas de la velocitat isotròpica unidireccional de la llum, per tant, utilitzar això com a argument contra la convencionalitat de la velocitat de la llum seria circular. I en resposta a Ohanian, tant Macdonald com Martinez van argumentar que, tot i que les lleis de la física es compliquen amb la sincronia no estàndard, continuen sent una manera consistent de descriure els fenòmens. També van argumentar que no cal definir els sistemes de referència inercials en termes de les lleis del moviment de Newton, perquè també són possibles altres mètodes. A més, Iyer i Prabhu van distingir entre "referents inercials isotròpics" amb sincronia estàndard i "referents inercials anisotròpics" amb sincronia no estàndard.